# Erdbeereis

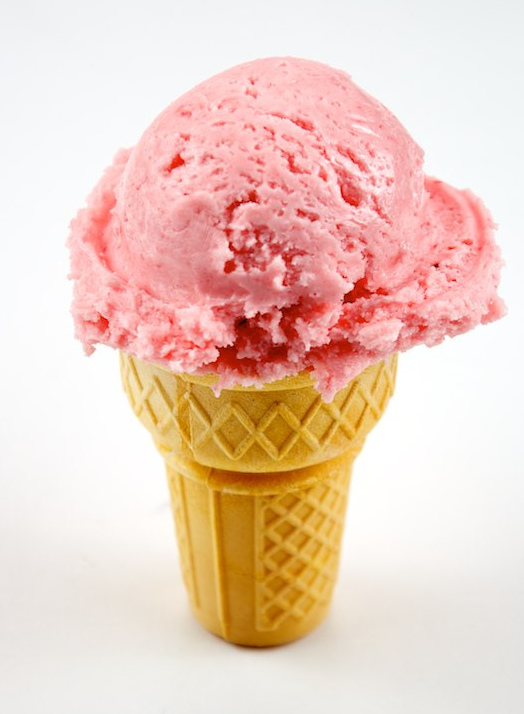
Eine mit Erdbeereis gefüllte Eiswaffel

Erdbeereis ist eine Eissorte mit Erdbeergeschmack. Es wird mit frischen Erdbeeren bzw. Erdbeeraroma, Eiern, Sahne, Vanille und Zucker hergestellt. Meist wird Erdbeereis mit Farbstoffen rosa oder hellrot gefärbt.
Laut einer Umfrage aus 2023 ist Erdbeer die viertbeliebteste Eissorte in Deutschland, nach Vanille, Schokolade und Stracciatella.

## Geschichte
Die erste bekannte Erwähnung von Erdbeereis stammt aus dem Jahr 1744, als Thomas Bladen, der Gouverneur von Maryland, ein Dessert aus gefrorenen Erdbeeren und Speiseeis servierte. Zum Zeitpunkt seiner „Erfindung“ gehörte es zu den ersten Eissorten überhaupt.
Im Jahr 1812 servierte Dolley Madison während des Antrittsbanketts von James Madison (ihrem Ehemann) im Weißen Haus Erdbeereis. Ein Jahr später wurde die Sorte erneut serviert.
Von 1856 bis 1859 war Mary Lincoln, die Ehefrau von Abraham Lincoln, dafür bekannt, dass sie in Springfield (Illinois) häufig sogenannte „Erdbeerpartys“ veranstaltete, um die Beerensaison zu feiern. Bei diesen Partys, die noch vor der Präsidentschaft ihres Mannes stattfanden, wurde auch Erdbeereis serviert.
Mit dem Beginn des 20. Jahrhunderts wurde Erdbeereis immer beliebter. Baskin-Robbins war einer der ersten Läden, die Erdbeer als Eissorte anboten.